# Васил Бараков
Васѝл Барàков е български художник.

## Биография
Роден е на 4 септември 1902 г. в Казанлък, Княжество България. Семейството му се установява в Пловдив през 1914 г., когато Васил е на 12 години. Учи в Търговската гимназия, работи като писар в Апелативния съд. През 1926 г. се включва в курса по рисуване при фирменото ателие „Дъга“ в Пловдив. В това ателие на Гео Мирчев се сприятеляват младежите Златю Бояджиев, Давид Перец и Васил Бараков – известни още от тогава като Бараците. Прозвището „Бараците“ им е дадено от големия живописец от Пловдив – Цанко Лавренов. Васил Бараков е душата на групата. Приятелството на Бараците продължава и в Художествената академия в София, където като студенти делят обща квартира.
В Художествената академия Васил Бараков завършва специалност живопис при професорите Цено Тодоров и Стефан Иванов. След академията работи в панаира в Пловдив, като изпълнява предимно фирмописни услуги за експозициите. Първата му изложба през 1939 г. няма финансов успех и той от 1939 до 1945 г. е художник по декорите в Пловдивския театър.
Васил Бараков рисува натюрморти и портрети, но любовта му към пейзажния жанр остава. Ранните му пейзажи са експресивни, с изразен релеф, наситен колорит и плътна фактура, без незначителни детайли. Той е един от първите ни художници, които разработват индустриалния пейзаж. В по-късен етап създава платна в импресионистичен дух. Работи също и в областта на приложната графика и шрифта. Участва в повечето общи художествени изложби и колективни изложби в чужбина от 1935 г., получава и международно признание в изложби във Виена, Атина, Москва, Берлин, Будапеща и Белград.
Прави две самостоятелни изложби през 1939 г. и през 1977 г. (по случай 75-годишния си юбилей). Васил Бараков е вероятно последният художник, който си прави боите сам.
След 1950 г. живее и работи в София.
Починал е на 27 ноември 1991 г.